# 靖邊司令部
靖邊司令部歷稱二十四軍靖邊司令部、西康宁属靖边司令部，是中華民國歷史上的一個地方軍閥性質指揮機構。

## 背景
中華民國十九年（1930年）春，川康滇寧屬地區的西昌夷族馬加、諾米兩大家支集結家支、娃子數万眾，劫掠大興場並逼近西昌縣城。附近民團武裝和孫子汶率部趕到，阻截夷族於東郊姜坡。四川省第二路漢軍前五營第四營營長鄧秀廷以家鄉戰亂為由，請假回籍，任“總團”，從事防剿。後來任川邊陸軍第三混成旅第二團團長兼寧屬夷務指揮。中華民國二十二年（1933年），升任二十四軍步兵第二十旅旅長。

## 沿革
1936年，四川省善後督辦劉湘任命鄧秀廷為寧屬清鄉司令官，令其剿辦西山夷匪。 1938年，國民政府授權劉文輝籌建西康省。劉將鄧部納入川軍24軍編制，設二十四軍靖邊司令部，任命鄧為中將司令官，孫子汶為少將副司令，靖邊司令部設於鄧的故鄉冕寧縣瀘沽附近的甘相營。雖名義上隸屬川軍24軍，但靖邊部糧餉武器均為自籌，屬於地方團練性質的私人武裝。
1944年7月19日，鄧秀廷病逝後，國民政府委任其嗣子鄧德亮繼任為靖邊司令。
1946年8月15日，國民政府軍事委員會委員長西昌行轅更名為為西昌警備司令部，由賀國光出任司令。二十四軍靖邊司令部亦改名為西康寧屬靖邊司令部。它被縮編為一個團，其司令仍是鄧德亮，司令職權由副司令孫子汶代行；孫子汶的老部下、原二團團長潘學源為三營營長，孫子汶的侄子孫學陞為二營六連連長，鄧家的鄧宇輝為二營營長，鄧宇忠為三營機槍連連長。西昌警備司令部又派政工人員任各連指導員，其糧餉由西昌警備司令部轉發。
中華民国39年（1950年）3月12日至4月7日，西南军政长官公署、西昌警备總司令部、西康宁属靖边司令部、西南游击第二路总司令部、宁雅联防司令部所属各部以及中華民國国军第五、七两个兵团部，二、三、二十七、六十九、一二四等五个军部与中國人民解放軍發生西昌战役，最终中國人民解放军占领19座县城，占领西康省（除昌都外）。
解放軍佔領西昌縣城後，宁属靖边司令部司令鄧德亮率鄧系部分退守甘相營；副司令孫子汶率孫系部分退守西昌北山。在解放軍中任職的寧屬人士斡旋下，孫子汶於4月4日宣布投誠；鄧德亮則於4月6日投誠（一說為戰敗被俘）。二人均短暫擔任解放军的西昌軍管會委員，旋即被送往雅安軍訓隊受訓。1951年1月鄧德亮和其母鄧呂仙、舅父呂世均，以及鄧秀廷眾多擔任過軍職的侄子侄孫一起在瀘沽被中共公判後，悉遭槍決。孫子汶則被軟禁在雅安，其子女被送往雷馬屏勞改農場服刑。
冕寧籍的中共四川省委書記廖志高當時在開會時曾說：“如果孫子汶、嶺光電等（做過國民黨官員的）人不是彝族的話，按道理都是要槍斃的。”